# Paul Diamond (wrestler)
Thomas "Tom" Boric, maggiormente noto con il ring name Paul Diamond (Zagabria, 11 maggio 1961), è un ex wrestler ed ex calciatore jugoslavo naturalizzato canadese, noto principalmente per i periodi trascorsi nella American Wrestling Association come parte del tag team Badd Company e nella World Wrestling Federation con il nome Kato come membro degli Orient Express.

## Biografia
Tom Boric nacque a Zagabria, in Croazia (allora Jugoslavia) nel 1961 e crebbe con il desiderio di seguire le orme di suo padre che era un calciatore professionista. All'età di tredici anni la famiglia emigrò in Canada, stabilendosi a Winnipeg, Manitoba. In seguito frequentò la Old Dominion University a Norfolk, Virginia.

### Carriera da calciatore
Dopo soli tre semestri al college, Boric venne selezionato nel draft NASL del 1981 per giocare come portiere nella squadra dei Calgary Boomers che militava nella North American Soccer League. Quando i Boomers fallirono, Boric si trasferì ai Tampa Bay Rowdies squadra nella quale giocò fino al 1984, quando la NASL chiuse i battenti.
Terminata la sua carriera da calciatore, Boric pensò di sfruttare il suo imponente fisico per allenarsi a diventare un lottatore professionista nella scuola di wrestling di Boris Malenko a Tampa Bay.

### Carriera nel wrestling professionistico

#### Texas-All Star Wrestling (1985–1986)
Dopo un periodo di allenamento, nel 1985 Boric debuttò nel mondo del wrestling utilizzando lo pseudonimo Paul Diamond. La sua prima federazione fu la Texas All-Star Wrestling di San Antonio (Texas). Inizialmente formò un tag team chiamato "American Breed" con Nick Kiniski (figlio del leggendario wrestler Gene Kiniski). Poiché né Diamond né Kiniski erano americani (Diamond è croato-canadese mentre Kiniski è canadese), il nome del team era alquanto ironico. La coppia si aggiudicò il TASW Tag Team Championship battendo i Maoris (Tudui & Wakahi) il 25 maggio 1985, e restò campione fino al 5 giugno quando venne sconfitta da Al Madrill & Chavo Guerrero. Lo stesso mese i titoli di coppia sarebbero stati resi vacanti in quanto Chavo Guerrero si rifiutò di combattere nel rematch con Diamond & Kiniski perché suo padre, Gory Guerrero, era stato scelto come arbitro speciale della contesa. Allora Madrill lottò in coppia con Black Gorman ma i due persero l'incontro. Dopo il match, Madrill assalì Chavo sciogliendo di fatto il tag team e rendendo vacanti i titoli.
Quando a Chavo fu data la possibilità di scegliersi un nuovo partner, egli scelse invece di cedere le cinture agli "American Breed", ora costituiti da Paul Diamond e dall'esordiente Shawn Michaels, dato che Kiniski era uscito dalla federazione poche settimane prima. Diamond & Michaels persero e poi riconquistarono i titoli dai "Masked Hoods" (Ricky Santana & Tony Torres) prima di essere battuti da Al Madrill & Magnificent Zulu il 27 gennaio 1986.

#### Continental Wrestling Association (1986–1988)
Nel 1986, Diamond si trasferì a Memphis (Tennessee) per lavorare nella Continental Wrestling Association di Jerry Lawler e Jerry Jarrett. Alla fine del 1986, Diamond lottò in coppia con un giovane Jeff Jarrett per vincere il CWA/AWA International Tag Team Championship da Tarzan Goto e Akio Sato il 3 novembre 1986. Il team riperse i titoli di coppia in favore di Goto e Sato meno di due settimane dopo. Il prossimo partner tag team di Diamond fu Pat Tanaka, con il quale formò i Badd Company. La coppia vinse i titoli di coppia per quattro volte.

#### American Wrestling Association (1988–1990)
Dopo aver lottato in coppia per circa un anno in CWA, i Badd Company si trasferirono nella American Wrestling Association. Nell'AWA fu loro affiancato il manager Diamond Dallas Page, che si circondava di svariate vallette, chiamate "Diamond Dolls".
Il primo feud della coppia fu con i Midnight Rockers, che sconfissero il 19 marzo 1988 aggiudicandosi l'AWA World Tag Team Championship. Durante il loro regno da campioni durato un anno, i Badd Company si scontrarono con avversari quali Chavo & Mando Guerrero e i "Top Guns" (Ricky Rice & Derrick Dukes). Si allearono con Madusa Miceli per affrontare la squadra formata dai Top Guns e Wendi Richter nel corso del primo PPV AWA, SuperClash III. Erano in palio sia i titoli di coppia dei Badd Company che l'AWA World Women's Championship di Wendi Richter, ma siccome la Richter schienò Madusa, i Badd Company rimasero campioni. Il regno di Diamond & Tanaka ebbe fine il 25 marzo 1989 per mano degli "Olympians" (Brad Rheingans & Ken Patera). Poco tempo dopo la perdita dei titoli, la coppia si divise da Page, e Diamond e Tanaka ebbero un breve feud l'uno contro l'altro fino all'inizio del 1990. Prima di passare alla WWF, Diamond lottò in coppia con The Trooper Del Wilkes per breve tempo, cercando senza successo di strappare l'AWA Tag Team Championship ai The Destruction Crew (Mike Enos & Wayne Bloom).

#### World Wrestling Federation (1990–1993)

##### Debutto e The Orient Express (1990–1992)
Diamond firmò per la World Wrestling Federation nel 1990, combattendo principalmente come jobber per l'esordiente Dustin Rhodes, per Hillbilly Jim, e Al Perez. Il membro degli Orient Express Akio Sato decise di tornare a combattere in Giappone e quindi lasciò Pat Tanaka senza un partner di coppia. La WWF scelse quindi di sostituire Sato con Paul Diamond, facendogli però indossare una maschera e con il nuovo ring name Kato, in modo da lasciar credere che fosse un lottatore orientale. Durante questo periodo, il tag team ebbe un feud di successo con i Rockers, e si scontrò con la New Foundation.
Quando Sato tornò brevemente in squadra nel 1991, si unì a Tanaka e Kato per una serie di 6-men tag-team match, ma poi lasciò nuovamente la federazione. Tanaka uscì dalla WWF all'inizio del 1992, sancendo la fine degli Orient Express.

##### Max Moon (1992-1993)
Alla fine del 1992, Diamond acquisì la nuova gimmick di "Maximillian Moon" (presto abbreviato in "Max Moon"). Originariamente, non avrebbe dovuto essere lui ad interpretare Max Moon. La gimmick era stata creata per Konnan, ma egli aveva inaspettatamente lasciato la WWF dopo una lite nel backstage. Sin da quando Diamond indossò il costume, però il personaggio di Moon si rivelò alquanto ridicolo. Max Moon avrebbe dovuto essere una sorta di "supereroe robotico" del futuro, ma ben presto i fan si accorsero dell'inconsistenza della gimmick stessa.
Nei panni di Max Moon, Diamond sconfisse Terry Taylor in una serie di house show del 1992, ma le sue vittorie più prestigiose, furono contro Rick Martel e Repo Man, (entrambe per squalifica dell'avversario). Il 7 dicembre 1992, durante una puntata di WWF Prime Time Wrestling, Max Moon lottò insieme agli High Energy (Owen Hart & Koko B. Ware) in un six-men tag team match con The Beverly Brothers & The Genius. Max Moon e High Energy vinsero il match quando Moon schienò The Genius.
L'11 gennaio 1993, Max Moon perse contro Shawn Michaels durante la prima puntata di Monday Night Raw. La sconfitta per mano di Michaels segnò la fine del periodo di punta della carriera di Max Moon in WWF; da lì in poi il personaggio perse sempre più importanza e subì sconfitte per mano di midcarder come Skinner e Rick Martel. La gimmick di Max Moon apparve solo una volta in PPV, quando prese parte alla Royal Rumble del 1993, resistendo sul ring meno di due minuti. A fine febbraio, terminò il contratto di Paul Diamond con la WWF, e il wrestler lasciò la federazione.

#### World Championship Wrestling (1994)
Nel periodo nel quale i Badd Company combatterono il loro ultimo match nella ECW, Tanaka & Diamond firmarono per la World Championship Wrestling; Tanaka aveva persino già debuttato con il ring name "Tanaka-San". Paul Diamond si presentò con la stessa maschera di Kato ma con il nome "Haito" (talvolta traslitterato "Hyeeto"). Il duo riprese la gimmick degli "Orient Express" ma senza poter utilizzare tale nome in quanto di proprietà della WWF. La coppia lottò in un paio di match ma senza mai ottenere particolari consensi in WCW. I Badd Company/The Orient Express si sciolsero definitivamente alla fine del 1994.

## Personaggio
Mosse finali
- Come Paul Diamond / Kato
  - Superkick[29]
- Come Max Moon
  - Diving reverse crossbody
- Con Pat Tanaka
  - Aided leapfrog body guillotine

Manager
- Brandon Baxter
- Downtown Bruno[30]
- Diamond Dallas Page[31]
- Mr. Fuji
- Chastity
- Cherry Velvet
- Tessie

Musiche d'entrata
- Super Bon Bon dei Soul Coughing (ECW)
- Bad Company dei Bad Company (AWA / ECW)
- The Final Countdown degli Europe (AWA)
- Orient Express (WWF)
- Pacific Zone (WCW)

## Titoli e riconoscimenti
- American Wrestling Association
  - AWA World Tag Team Championship (1) – con Pat Tanaka
- Canadian Wrestling Federation
  - CWF Heavyweight Championship (1)
- Central Wrestling Federation
  - CWF Tag Team Championship (1) - con Tracy Smothers
- Continental Wrestling Association
  - AWA Southern Tag Team Championship (1) – con Pat Tanaka
  - CWA International Tag Team Championship (5) – con Pat Tanaka (4), e Jeff Jarrett (1)
- Mountain Wrestling Association
  - MWA Light Heavyweight Championship (1)
- Pro Wrestling Illustrated
  - 158º posto nella lista dei migliori 500 wrestler singoli nei PWI 500 del 1992
  - 99º posto (con Pat Tanaka) nella lista dei 100 migliori tag team nei "PWI Years" del 2003
- Texas All-Star Wrestling
  - TASW Texas Tag Team Championship (3) – con Nick Kiniski (1), e Shawn Michaels (2)
- Texas Wrestling Alliance
  - TWA Heavyweight Championship (2)
- United States Wrestling Association
  - USWA World Tag Team Championship (1) – con Steven Dunn
- International Wrestling Association
  - IWA Southern Heavyweight Championship (1)[32]